# فالدير دا سيلفا فيتالي
فالدير دا سيلفا فيتالي (بالبرتغالية: Valdenir da Silva Vitalino‏) (21 فبراير 1977 في بارا مانسا في البرازيل – )؛ هو لاعب كرة قدم كان يلعب كلاعب وسط.

## وصلات خارجية
- فالدير دا سيلفا فيتالي على موقع رابطة كرة القدم اليابانية للمحترفين (اليابانية)
- فالدير دا سيلفا فيتالي على موقع دوري كوريا الجنوبية (الإنجليزية)
- فالدير دا سيلفا فيتالي على موقع قاعدة بيانات كرة القدم.إي يو (الإنجليزية)
- فالدير دا سيلفا فيتالي على موقع Soccerway.com (الإنجليزية)
- فالدير دا سيلفا فيتالي على موقع عالم كرة القدم.نت (الإنجليزية)